# Bressey-sur-Tille
Bressey-sur-Tille is een gemeente in het Franse departement Côte-d'Or (regio Bourgogne-Franche-Comté) en telt 644 inwoners (2005). De plaats maakt deel uit van het arrondissement Dijon.

## Geografie
De oppervlakte van Bressey-sur-Tille bedraagt 7,2 km², de bevolkingsdichtheid is 89,4 inwoners per km².
De onderstaande kaart toont de ligging van Bressey-sur-Tille met de belangrijkste infrastructuur en aangrenzende gemeenten.

## Demografie
Onderstaande figuur toont het verloop van het inwonertal (bron: INSEE-tellingen).